# Spansk kolonisering af Amerika
 Der er for få eller ingen kildehenvisninger i denne artikel, hvilket er et problem. Du kan hjælpe ved at angive troværdige kilder til de påstande, som fremføres i artiklen.

Den spanske kolonisering af Amerika (La Conquista) var et af de mest omfattende koloniale tiltag i Amerika, ikke mindst takket være landets store flåde, armadaen. Den indledtes efter, at den opdagelsesrejsende Christoffer Columbus i 1492 opdagede Amerika. Den havnestad i Spanien hvorfra handelsskibe og armada sejlede ud, var Sevilla. Af det spanske imperium er den eneste overlevende rest ved indgangen til det 21. århundrede De Kanariske Øer.

## Columbus og hans efterfølgere
Columbus opdagede den nye verden i 1492, men troede at have nået til Asiens østkyst. Spanierne udnyttede dog opdagelsen af det nye kontinent ved fortsatte opdagelsesrejser, ved at tage store dele af den nye verden i besiddelse og søge efter en vej til Krydderiøerne inden for det spanske magtområde.
Stemningen blandt folket sammenfaldt med regeringens bestræbelser. Man havde højt stillede forventninger, og det troedes almindeligt at i den nye verden lå guld og andre ædle metaller ligefrem på selve jorden. Man anså, at der fandtes et særligt guldland, et "El Dorado" som det alene gjaldt om at finde. Tusindvis af mennesker strømmede til landet i vest på jagt efter lykken. De kom ofte ikke som jordbrugere eller købmænd men med korset, sværdet og en tom pengepung, som riddere og røvere, som forventede hurtigt at blive rige og hverve nye undersåtter for den katolske kirke.

## De første rejsende
Spaniernes første kolonier var beliggende på øen Hispaniola. Herfra spredte sig siden kolonisationen til de nærliggende øer, først og fremmest Puerto Rico og Cuba og derefter videre langs det Karibiske havs kyster.
Ved siden af de store erobrere Hernán Cortés og Francisco Pizarro forekom også mange andre personer. Den mest betydningsfulde af disse var Vasco Núñez de Balboa. Det var en foretagsom adelsman med gæld op over ørene, som på en mod given ordre foretaget marsh tværs over næsset ved Darién i Panama fandt den enorme havoverflade, som man siden navngav Stillehavet. Hans fremgang blev hans ulykke. Han havnede i strid med sin statholder, som tillige var hans svigerfader. Denne lod med Pizarros hjælp ham tage til fange og afrettede ham.
Forinden havde Alonso de Ojeda, som i Amerigo Vespucci fandt en dygtig medhjælper, foretaget tre rejser til Sydamerikas nordlige kyst og opdaget det senere Venezuela. Han begav sig ud på en fjerde rejse, mistede alle sine rejsefæller, der faldt som ofre for karibernes forgiftede pile, landede med et sørøverskib på Cubas kyst, blev stillet for retten og døde i største armod.
Til det guldrige Veragua havde Diego de Nicuesa styret kosan. Han blev tvunget til at slå sig ned i Mellemamerikas uigennemtrængelige sumpe. Sult og feber bragte hans fæller i mindskning. Med udøvelsen af sine sidste kræfter lykkedes det ham ad søvejen at nå frem til Balboa, som imidlertid nægtede ham at gå i land og tvang ham til at i en ussel båd atter at begive sig til søs, hvor han forulykkede.
Cuba, "Antillernes perle", blev indtaget af Diego Velázquez de Cuéllar, som i 1511 regerede der som statholder. Hele øen inklusive indianerne fordeltes blandt erobrerne. Men man fortsatte med opdagelsesrejserne. I 1517 styrede to skibe under Francisco Hernández de Córdobas ledelse vesterut og fik i sigte Yucatan, som da beboedes af det talrige, højt udviklede mayafolk. Næste år gentog Juan de Grijalva rejsen med endnu større magtmidler, drog langs kysten og nåede til det senere Veracruz og endnu længere, hvorved Mexico blev opdaget. Det fik navnet "Ny Spanien".
Da Cortés havde underkuet landet, foretog han uden nævneværdig fremgang et felttog til Honduras. Andre rejser med et lignende udfald fulgte siden efter.
Allerede i 1513 begav Ponce de Leon sig nordpå og nåede Floridas kyst. Kolonisationen forhindredes af de indfødtes fjendtlige sindelag, og ved et nyt forsøg mistede han i 1520 livet. Også Pánfilo de Narváez fandt døden ved et forsøg på at trænge frem i de sydlige dele af Nordamerika. Nogen større fremgang havde i begyndelsen Hernando de Soto, som, om end med svære tab, lykkedes at storme indianernes stærkeste fæstning. Men han døde også efter at i 1541 være angrebet af feber. Hans efterfølger Pedro de Alvarado formåede kun med det største besvær at bringe mandskabet tilbage til Ny Spanien. Rygter om store guldområder formåede 1540 vicekongen af "Ny Spanien" Antonio de Mendoza at sende Francisco Coronado med en lille hær nordpå i den såkaldte Coronadoexpedition. Guld fandt han ikke, men han kunne konstatere, at nedre Kalifornien var en halvø. Han var tillige den første hvide mand som så Grand Canyon, han gik over vandskellet mellem de to oceaner og drog over prærierne lige til en stor, mod øst flydende flod tvang ham til at gøre holdt, formentlig Arkansasfloden eller Missouri. Alonso Álvarez de Pineda udforskede den nordlige strand i Den Mexicanske Golf. Syd herfor nåede han en vældig vandstrøm, som indianerne på deres billedrige sprog kaldte "vandenes fader", Mississippi.
Venezuelas kyst nåedes først af Columbus og udforskedes senere af Vespucci og Ojeda. Orinocos udmunding undersøgtes af Pedro Alonso Niño, og Juan Díaz de Solís nåede syd om Brasilien helt ind i La Plata, "Sølvfloden", men døde af de indfødtes giftpile.

## Cortés og Pizarro
Da Juan de Grijalva 1518 steg i land i nærheden af det senere Veracruz, lykkedes det ham i bytte mod i europæernes øjne værdiløst kram at få guld, ædle stene og kunstgenstande til en værdi af omkring 20.000 guldpesos. Det så eftersøgte El Dorado forekom at være fundet. Diego Velázquez de Cuéllar, statholderen over Cuba, besluttede straks at ved erobring sikre opdagelsen. En flåde og en lille armé udrustedes og blev stillet under ledelse af Hernán Cortés. I løbet af kort tid vaktes dog betænkeligheder hos statholderen. Han forbød afrejsen. Cortés adlød dog ikke, men stak til søs med elleve skibe og styrede hen imod det ukendte. Med nogle hundrede mand skulle han siden underkue et rige med mange millioner indbyggere, tilmed uden støtte fra sine egne landsmænd. Cortés var 33 år gammel, da han påbegyndte den rejse, som skulle gøre hans navn udødeligt.
Det mexikanske rige var Nordamerikas stormagt. Det havde en ordnet centralforvaltning, en høj kultur, kendetegnet af store stæder, udpræget krigerisk ånd og uindskrænket kongedømme. Kongen var tillige den fornemmeste øverstepræst. Omtrent 200 år tidligere var det nu herskende folk, aztekerne, indvandret og havde underkuet de tidligere indbyggere fra hav til hav og holdt dem i ave med våbenmagt. Derfor fandtes overalt modstandkræfter, hvilket kom spanierne vel tilpas og bidrog til at muliggøre deres erobring. Landet producerede en mængde varer af ulige slags: majs, bomuld, spansk peber, kakao, vanilje. Indbyggerne var dygtige til at fremstille broget kattun, rigt udformede billedhuggerarbejder og guldarbejder. Deres høje pyramidetempel (teocalli) påminder om lignende bygningsværker hos babyloner og egypterne. De kæmpede med sværd af sten og kendte ikke til hverken heste eller skydevåben, hvilket gav spanierne en stor overlegenhed over for dem.

### Ny Spanien
Riget forvandledes til det spanske statholderskab Ny Spanien; staden blev spansk statsejendom, og land og folk kom under erobrerne. Den forseelse, som expeditionens leder havde gjort sig skyldig i, overstråledes af han fremgang. Karl 5., som glædede sig over de skatte og kunstværker, som Cortés sendte ham, udnævnte ham 1522 til statholder over Ny Spanien. I denne egenskab kom Cortés at indvirke i forvaltningen og på landets fortsatte udforskning. Han genopbyggede hovedstaden på en moderne vis, så at den allerede efter tre år talte 30.000 indbyggere. På det gamle gudetempels plads rejste sig nu en katedral. Cortés ordnede forvaltningen, indførte dyrkningen af europæiske sydfrugttræer, udviklede bjergværksdriften og fremmede metalindustrien. Overbevist om, at der fandtes en gennemfart fra Atlanten til Stillehavet, foranstaltede han store forskningsrejser. Cortés foretog flere rejser til det vestlige ocean, blandt andet et besværligt felttog til Honduras. Men blot en enkelt gang, ved erobringen af Mexiko, stod lykken ham bi. Han faldt som offer for andres misundelse og bagtalelse samt mistro fra kongens side. Statholderværdigheden blev frataget ham, kun den militære myndighed fik han lov at beholde.
To gange begav han sig til Spanien for at forsvare sig. Han blev køligt modtaget ved hoffet og stilledes i årevis med ubestemte forhåbninger, til han i 1547 døde i en by nær Sevilla – i lighed med Columbus næsten glemt; hans ry var blevet fordunklet af Perus guldglans.
Fra Ny Spanien udgik Coronado-expeditionen 1540-1542, som gik nordpå og østpå så langt som til Kansas.

### Ny Kastilien (Peru)
År 1522 havde spaniere på opdagelsesrejse i Stillehavet hørt tale om et rigt og mægtigt land langt mod syd. I besætningen fandtes Francisco Pizarro, udannet men med vældig handlingskraft. Sporet af det nye budskab gjorde han en plan om at eftergøre Cortés dåd. Ved hans side stod den seje, ærekære Diego de Almagro. Men da de savnede både midler og anbefalinger, mødtes de i begyndelsen af stadige vanskeligheder.
Det var inkariget, som Pizarro ville erobre. Han overskred Anderne og befandt sig snart i Peru. På hans indbydelse indfandt sig kong Atahualpa med et lysende følge i spaniernes lejr, men den intet ondt anende inkakonge blev taget til fange midt blandt sit folk. Endnu mere end i Mexiko lammede den ubegrænsede vold her folkets modstand – næsten værneløst underkastede det sig. Forgæves fyldte inkakongen det rum, hvor han sad fange ni fod højt med guld for at genvinde sin frihed. Da Pizarro havde fået pengene i sine hænder, lod han kongen stille for en skinrettergang og henrettede ham. Inkafolkets hovedstad Cusco blev udplyndret, og en ny grundlagt, Ciudad de los Reyes ("Kongernes stad"), som senere blev kaldt Lima. Pizarros bytte opgik til mere end 4 1/2 mio. dukater. Efter som man håbede at vinde endnu større rigdomme sydpå, brød Almagro op mod det senere Chile. Frygtelige vanskeligheder blev overvundet, mange menneskeliv gik tabt, men noget guld fandt han ikke. Efter, at han var vendt tilbage, kom det til tøjleløse voldsgerninger og afpresning, blodige oprør opstod blandt urbefolkningen, vilde partistridigheder rasede blandt spanierne – et forvirret røverdrama blev udspilet, i hvilket lederne døde: Almagro blev kvalt og Pizarro myrdet.
En ejendommelig tilfældighed ledte til opdagelsen af jordens største flod. Denne stod i forbindelse med Perus opdagelseshistorie. I dette land sendtes Francisco de Orellana ud for at på et skib skaffe fødevarer. Med sine halvtreds mand kom han 1541 ind i et område med en vældig vandstrøm. Han lod den drive ham fremad, til han gennem det enormt store mundingsbækken nåede ud i åbent hav, hvor han af gunstige vinde førtes til Haiti. På sin rejse med strømmen havde han på stranden set en by, som beboedes ene af kvinder med lys hudfarve. Kvinderne havde ikke noget mandligt selskab og var yderst krigerisk indstillede. Efter dem kaldte han strømmen Amazonfloden.

## Kolonilandene
Ved Columbus død kendte spanierne til de Store Antiller, de fleste af de små, Bahamaøerne og en del af fastlandet rundt om det centralamerikanske havområde. De trængte dybere ind i det indre af landet blot på et sted, og det skete just ved dets aller smalleste del. Her havde Balboa fundet den enorme verdensdels vestre kyst, da han kom fra Santa María la Antigua del Darién, som er den ældste, mere faste koloni på fastlandet. Efter år 1519 opstod ved en perlerig havbugt af Stillehavet staden Panamá, hvortil nogle år senere residensen for provinsen Castilla de Oro forlagdes. Dermed blev Panama et udgangs- og støttepunkt for opdagelser og erobringer i det sydlige Centralamerika og vestre Sydamerika. Et andet lignende centrum var Cuba. Ved ekspeditioner fra Cuba blev Yucatans, Mexikos og det sydlige Nordamerikas kyster kendte og, om muligt, erobrede. Inden for kort tid udviklede staden Mexiko sig til et tredje magtcentrum, som udvidede sig sydpå mod de nærliggende område, især Honduras og Guatemala, nordpå mod det vestlige Nordamerika og halvøen Nedre Kalifornien. Noget i skyggen blev Santo Domingo, hvorfra opmærksomheden hovedsagelig rettedes mod de små Antiller og Sydamerikas nordlige kyst. Fortsat håbede man at et sted i de nye lande at finde en gennemfart fra havet i øst til det i vest.
Den mest lysende fremtid ventede Panamá. Herfra erobrede spanierne Costa Rica, hvor den første spanske guvernør 1522 bosatte sig i Cartagena. Et år tidligere havde høvdingene af Nicoya og Nicaragua modtaget dåben og anerkendt den spanske overhøjhed, hvilket ledte til grundlæggelsen af stæderne Granada og Léon. Man trængte stadig længere ind i landet, til Centralamerika helt og holdent var blevet spansk. Det var også i Panamá at Pizarro sammendrog sine stridskræfter for at erobre Peru. 1533 besattes Cusco, 1534 Quito, 1535 grundlagdes Lima, 1535 og 1536 erobredes Chile frem til Coquimbo, og 1539 indtoges Bolivias højplateau.
Expeditionen fra Santo Domingo havde omkring 1520 grundlagt staden Santa Marta som midtpunkt for en provins med samme navn og ligeledes øst derfor staden Coro for provinsen Venezuela, hvortil 1533 endnu længere vesterude yderlige kom Cartagena i det nuværende Colombia. Et sagn berettede om umådeligt rige guldlande, beliggende sydpå i hjertet af kontinentet. Derimod fandtes på det nuværende Colombias fjeldområde Muiscas eller Chibchas et teokratiskt styret forbundsrige. Det var Sydamerikas anden kulturstat, et formuende land udrustet med store naturlige tilgange. Dertil nåede nordfra, ad Magdalenafloden, Gonzalo Jiménez de Quesada med mindre end 200 mand, og for denne håndfuld fremmede faldt det indlandske vælde sammen ligeså let som forinden Mexikos og Perus. Landet forvandledes til provinsen Ny Granada med Bogotá som hovedstad og de Quesada som dets første guvernør.
De tidlige forsøg, som sattes i gang fra Cuba med den hensigt at erobre Florida og dets tilgrænsende områder, mislykkedes fuldstændigt. En længere afmatningsperiode fulgte nu, så at spanierne først 1565 ved oprettelsen af St. Augustine fik fast fod der efter, at franskmændene havde trængt ind på deres område.
Også de østre dele af Sydamerika faldt inden for den spanske interessesfære, ganske vist blot området omkring Río de la Plata, som Solis og Sebastiano Caboto havde opdaget. I forhåbning om, at Río de la Plata skulle muliggøre en bekvem forbindelse med landene på den anden side af Anderne, grundlagde man 1535 Buenos Aires, som dog i begyndelsen ikke kunne hævde sin stilling. Under sin rejse op ad Paranáfloden og Paraguayfloden grundlagde Domingo Martínez de Irala 1536 staden Asunción. Den blev udgangspunkt for den spanske kolonisation i sydøstre del af Sydamerika og skaffede nybyggere til det område, som efter floden fik navnet Paraguay, samt gav ophav til befæstede havnepladser for at formidle forbindelser med Atlanten. 1580 fik Buenos Aires et nyt løft som havnestad ved Río de la Platas udmunding. Paraguay fik efter 1609 en ejendommelig blomstring takket være jesuiterordenen, som der udviklede en præstestat på et teokratisk-socialt grundlag, i hvilken ingen andre hvide mænd end de, som var jesuitter, fik lov at slå sig ned. År 1620 blev La Plata-området udskilt fra Paraguay som et særskilt forvaltningsdistrikt.
Omkring 1600 strakte det spanske magtområde sig fra Floridas kyst i Nordamerika over Mexiko, Centralamerika og Antillerne som et bredt bælte langs Andernes kyst- og højfjeldsområde til Osorno i Chile, med en betydelig forskydning østerud i Venezuelas og La Platas flodland. Det opdeltes i to vicekongers magtområder: Ny Spanien og Peru. Til det første hørte fra 1590 desuden Filippinerne og Marianerne, hvilke Ferdinand Magellan havde opdaget. På grund af de geografiske beregningers usikkerhed var det i begyndelsen tvivlagtigt, om disse øgrupper rettelig tilhørte den portugisiske eller den spanske magtsfære i henhold til Tordesillasaftalen. Karl 5. lod spørgsmålet stå åbent, men Filip 2. udsendte en flåde, som slog in på den vestre søvej. I en otteårig kamp, fra 1565 til 1573, underkuede spanierne urbefolkningen på øerne, som holdt stand mod dem blot i det indre af Mindanao i Filippinerne.

## Kolonivæsenet
Emigrationen til kolonierne var betydende: omkring 1574 skal henimod 150.000 spaniere have boet i den nye verden. Men hvad som her opstod var alligevel blot, som det er blevet sagt, et gammelt samfund i en ny verden. Spanierne medtog til det nye land alle de gamle brister fra deres hjemlige levemåde, især den overvægt som stæderne havde i forhold til landet, et misforhold i Europa som gik tilbage til romerrigets tid. De ville blot tilrane sig naturens skatte og snarest muligt vinde rigdom for at med det vundne bytte vende tilbage til Europa. Derimod tiltaltes de ikke af tanken om at gennem langsomt, målbevidst arbejde gøre Amerikas jord dyrkningsbar og derude lægge grunden til et nyt hjemland. Kun Cortés havde egentlig en vedvarende økonomisk besiddelse af sina erobringer for øje. De spanske adelige, som i stor udstrækning begav sig did, overlod sædvanligvis jordbruget og anlæggelsen af farme til missionærerne. Præsterne forstod straks, at et vidtstrakt felt her åbnede sig for deres krav, for deres magtbegær, som under hele middelalderen havde rettet sig mod at erhverve jordejendom. Missionen blomstrede op i Amerika. Jesuitstaten Paraguay udgjorde et talende bevis for de åndelige ordners formåen.
Allerede tidligt udvikledes i Vestindien og Ny Spanien fjendskab mellem statsembedsmændene og officererne, mellem civile og militære. Embedsmændene valgtes principielt ikke blandt den kreolske befolkning eller nybyggerfamilierne, som i tidens løb var opstået her, men sendtes over fra moderlandet. Derfor kendte de ikke de virkelige forhold og koloniernes behov, men lagde frem for alt an på at vise kreolerne sin magt. Det var ikke på tale at gennemføre nogle demokratiske reformer. Der opstod ingen middelklasse; efter kort tids fandtes der blot rige og slaver. Kirker og klostre skød som svampe op af jorden og bemægtigede sig kæmpemæssige områder, hvis indbyggere behandledes som slaver. I 1640 overgav staden Mexiko et bønskrift til den spanske konge, hvori staden anmodede om, at intet jordområde i fremtiden skulle skænkes bort til de klerikale samfund, da i modsat fald ingen jord skulle kunne erhverves for privat regning. Kirkegodserne er skønnet til at udgøre omkring 80% af al jorden. Fremmedes ret til at slå sig ned og opholde sig i landet indskrænkedes mest muligt; man ville helst holde kætteriets pestsmitte på afstand.
Staden Sevilla, hvortil den indianske forvaltning var forlagt, havde næsten monopol på handelen med kolonierne. Dens mandlige indbyggere begav sig ofte i sådanne antal ud på havet, at staden på udenlandske besøgende gjorde indtryk af at være beboet alene af kvinder. Handelsselskabernes gevinster var meget store, i gennemsnit tjente man 100–300%, men dette beroede på, at man i stedet for at vinde nye afsætningsområder i Europa indskrænkede indførslen for at holde priserne oppe og kun gjorde en Amerikarejse om året. På denne måde lykkedes det aldrig den transatlantiske handel at vokse. Under sin højeste blomstringstid opgik den ikke til mere end 27.500 ton per år. Koloniernes udsugning og smugling i stor skala virkede nedbrydende på den spanske søhandel.

## Slavehandelen
Et andet onde var slavehandelen. Tilførslen af fremmed arbejdskraft blev allerede fra 1510 en indbringende virksomhed. I begyndelsen udøvedes slavehandelen på de små Antiller og på Floridas kyster, derpå udstraktes virksomheden til Sydamerikas nordkyst og endnu længere. For at forebygge den indlandske befolknings udryddelse var statsmagten tvunget til at gribe ind, men formåede ikke at nå nævneværdige resultater. Langt mere betydningsfuld end handelen med indianere blev den afrikanske slavehandel. Den havde sin oprindelse fra det portugisiske koloniområde, hvor indførsel af afrikanere påbegyndtes allerede i 1460 fra Guinea. Den fik siden endnu større omfatning, da Bartolomé de Las Casas af humanitære årsager fik gennemført et forbud mod anvendelsen af indfødte arbejdere i de spanske kolonier (1517). Det var i særdeleshed Republikken Genua, som bedrev den nye næringsvej; spanierne selv tog næsten ikke del i handelen. Men englænderne fandt den derimod efter kort tid så indbringende, at de lod de europæiske magter i freden i Utrecht 1713 udtrykkelig bekræfte deres ret til at drive handel med slaver. Mangen en engelsk patricierfamilje havde menneskejagter og omsætningen af den transatlantiske slavehandel at takke for grundlaget for sin formuenhed.

## Guld og sølv
Det vigtigste formål med udnyttelsen af de spanske kolonier var og forblev de ædle metaller. De lokkede frem for alt conquistadorerne, for deres skyld udstod man de skrækkeligste farer til lands og vands. Inden for kort tid lagde også kronen sin hånd på denne del af produktionen og erklærede den for kongeligt monopol. Guldproduktionen blev imidlertid ikke så stor som man i sine højtspændte forventninger havde håbet, og aftog snart helt. Uendeligt mere givende viste sig derimod sølvminerne at være, især Potosís miner, hvor særlig bjerget Cerro Rico ("Det Rige Bjerg") viste sig at indeholde store mængder sølv.
Man kan kun skønne over hvor meget sølv, der strømmede til Europa i løbet af 1500-tallet. I hvert fald har Spanien ikke tjent meget på det, efter som pengene for størstedelens vedkommende anvendtes til militære og ikke til produktive formål. De tiltag, som araberne en gang havde gjort for at ophjælpe landbruget i Spanien fik lov at forfalde. Ligeså lidt evnede det spanske moderland at udvikle nogen egen industri. Hele den måde på hvilken, importen af ædle metaller anvendtes, var forfejlet. En gang om året ankom sølvflåderne: da opstod for et øjeblik en vældig rørelse, hver og en forsøgte at vinde sin del af den begærede fragt, og under resten af året lå det økonomiske liv nede i venten på den næste ekspeditions ankomst.
Det udenlandske guld og sølv medførte overhovedet negative følger. I Spanien steg priserne enormt og holdt sig oppe på sin højde selv, da det amerikanske sølv for længe siden var slut. I stedet for overflod indtrådte stagnation i købmandsskabet, tilbagegang i handelen og fattigdom. Langt ind i Mellemeuropa gjorde sig følgerne af denne forvandling af pengemarkedet sig gældende.
Købmænd og håndværkere følte naturligvis omkostningerne ved den økonomiske kamp. De store rigsstæder i Sydtyskland, som mistede transithandelen, mistede efterhånden deres velstand. Til og med i de tyske bondekrige, i lidelsen hos de undertrykte, hvis kornsalg ikke rakte til at betale lejen til godsejeren, mærkedes de forandringer, som conquistadorerne havde bevirket. Men de nye, fremadstræbende folk, hollænderne og englænderne, byggede hurtigtsejlende, lette fartøjer, egnede til rov og overfald, med hvilke de på det åbne hav angreb den spanske armadas klumpede, uformelige kolosser og plyndrede dem for deres dyrebare ladninger, hvilke de førte med sig til deres hjemlande, hvor de tjente til at åbne nationale hjælpekilder.